# Metoponrhis kisilkumensis
Metoponrhis kisilkumensis là một loài bướm đêm trong họ Noctuidae.